# Buntet
Buntet is een bestuurslaag in het regentschap Cirebon van de provincie West-Java, Indonesië. Buntet telt 7180 inwoners (volkstelling 2010).